# Who I Am Tour
Die Who I Am Tour war die Debüttour der US-amerikanischen Band Nick Jonas & the Administration. Sie fand vom 2. Dezember 2009 bis zum 30. Januar 2010 statt und umfasste 22 Shows.

## Hintergrund und Wissenswertes
Die Tour beinhaltete 22 Shows, die alle in den Vereinigten Staaten stattfanden. Ein Konzert der geplanten 23 Konzerte, welches am 24. Januar 2010 in Denver stattfinden sollte, musste abgesagt werden. Die Tournee fand überwiegend im Januar 2010 statt, die Show im Dezember war zugleich Auftaktkonzert der Tour und erste Show der neu formierten Band überhaupt. Sie wurde auf der Party zur Bekanntgabe der Grammy-Nominierungen gespielt. Bei Billboards Hot Tours of the Week erreichte die Band mit 1 065 479 Dollar bei acht Shows den 5. Platz der Liste. Die Tournee diente der Promotion des Debütalbums der Band, Who I Am.
Das Konzert am 28. Januar in Los Angeles wurde aufgenommen und am 11. Mai 2010 unter dem Namen Nick Jonas & The Administration Live at the Wiltern January 28th, 2010 als erstes Live-Album (nur Download) der Band veröffentlicht.

## Vorgruppen
- Diane Birch (alle Konzerte)
- Joe Jonas (Special Guest: 8. Januar 2010 während Please Be Mine, 29. Januar 2010 während Lovebug & Who I Am)
- Kevin Jonas (Special Guest: 8. Januar 2010 während Please Be Mine, 29. Januar 2010 während Lovebug & Who I Am)
- Frankie Jonas (Special Guest: 29. Januar 2010 während Lovebug)
- Travis Clark (Special Guest: 13. Januar 2010 während Don’t Wait Up mit Diane Birch)

### Setlist der Vorgruppen

#### Diane Birch
| #  | Titel                                              |
| -- | -------------------------------------------------- |
| 1. | „Don’t Wait Up“ (13. Januar 2010 mit Travis Clark) |
| 2. | „Rewind“                                           |
| 3. | „Forgiveness“                                      |
| 4. | „Fools“                                            |
| 5. | „Valentino“                                        |
| 6. | „Forever Seven“ (nur am 8. Januar 2010)            |
| 7. | „The Rule“ (nur am 21. Januar 2010)                |

## Setlist
Die Band spielte viele Songs aus ihrem Debütalbum Who I Am. Auffallend ist, dass sehr viele Cover-Songs, sowohl ältere als auch neuere, gespielt wurden. Außerdem sind auch Songs der Jonas Brothers sowie Songs, die Nick Jonas erst während der Tour für die Band schrieb, zu hören gewesen (Stay). Der Song Tonight ist in seiner neuen Form auch auf dem Album der Band zu finden.
1. „Rose Garden“
2. „State of Emergency“
3. „Olive & an Arrow“
4. „Last Time Around“
5. „Inseparable“ (Jonas-Brothers-Cover)
6. „While the World Is Spinning“
7. Medley
  1. „Black Keys“ (Jonas-Brothers-Cover)
  2. „A Little Bit Longer“ (Jonas-Brothers-Cover)
8. „Please Be Mine“ (Jonas-Brothers-Cover)
9. „Versper’s Goodbye“ (am 8. Januar 2010 nicht)
10. „Fireflies“ (Owl-City-Cover)
11. „Use Somebody“ (Kings-of Leon-Cover)
12. „Catch Me“ (Demi-Lovato-Cover, seit 8. Januar)
13. „You Belong with Me“ (Taylor-Swift-Cover, seit 10. Januar)
14. „Before the Storm“ (Solo-Version, nur 3. Januar bis 13. Januar)
15. „Signed, Sealed, Delivered (I’m Yours)“ (Stevie-Wonder-Cover, am 3. Januar, 8. Januar, 17. Januar, 21. Januar, 23. Januar, 26. Januar nicht)
16. „The Way You Make Me Feel“ (Michael-Jackson-Cover, nur 3. Januar, 6. Januar, 8. Januar, 9. Januar, 13. Januar)
17. „Conspiracy Theory“
18. „Stay“ (seit 6. Januar)
19. „Stronger (Back on the Ground)“
20. „Tonight“ (Jonas-Brothers-Song, neue Version)
21. „Who I Am“

1. „Rose Garden“
2. „Olive & an Arrow“
3. „Last Time Around“
4. „In the End“
5. „Inseparable“ (Jonas-Brothers-Cover)
6. „State of Emergency“
7. „I Just Want to Celebrate“ (Rare-Earth-Cover)
8. „A Lot of Love to Spill“
9. „While the World Is Spinning“
10. Medley
  1. „Black Keys“ (Jonas-Brothers-Cover)
  2. „A Little Bit Longer“ (Jonas-Brothers-Cover)
11. „Vesper’s Goodbye“
12. „Fireflies“ (Owl-City-Cover)
13. „Use Somebody“ (Kings-of Leon-Cover)
14. „Signed, Sealed, Delivered (I’m Yours)“ (Stevie-Wonder-Cover)
15. „Conspiracy Theory“
16. „Stronger (Back On The Ground)“
17. „Tonight“ (Jonas-Brothers-Song, neue Version)
18. „Who I Am“

1. „Last Time Around“
2. „Inseparable“ (Jonas-Brothers-Cover)
3. „Olive & an Arrow“
4. „State of Emergency“
5. „While the World Is Spinning“
6. „Fireflies“ (Owl-City-Cover)
7. „Use Somebody“ (Kings-of Leon-Cover)
8. „Empire State of Mind“ (Jay-Z- & Alicia-Keys-Cover)
9. „Catch Me“ (Demi-Lovato-Cover)
10. „Before the Storm“ (Solo-Version)
11. Medley
  1. „Black Keys“ (Jonas-Brothers-Cover)
  2. „A Little Bit Longer“ (Jonas-Brothers-Cover)
12. „Please Be Mine“ (mit Joe Jonas und Kevin Jonas)
13. „Stay“
14. „The Way You Make Me Feel“ (Michael-Jackson-Cover)
15. „Conspiracy Theory“
16. „Rose Garden“
17. „Stronger (Back on the Ground)“
18. „Tonight“ (Jonas-Brothers-Song, neue Version)
19. „Who I Am“

1. „Rose Garden“
2. „State of Emergency“
3. „Olive & an Arrow“
4. „Inseparable“ (Jonas-Brothers-Cover)
5. „While the World Is Spinning“
6. Medley
  1. „Black Keys“ (Jonas-Brothers-Cover)
  2. „A Little Bit Longer“ (Jonas-Brothers-Cover)
7. „Fireflies“ (Owl-City-Cover)
8. „Use Somebody“ (Kings-of Leon-Cover)
9. „What Did I Do to Your Heart“ (Jonas-Brothers-Cover)
10. „Catch Me“ (Demi-Lovato-Cover)
11. „You Belong with Me“ (Taylor-Swift-Cover, seit 10. Januar)
12. „Fly with Me“ (Jonas-Brothers-Cover)
13. „Hello Beautiful“ (Jonas-Brothers-Cover)
14. „Last Time Around“
15. „I Just Want to Celebrate“ (Rare-Earth-Cover)
16. „Conspiracy Theory“
17. „Stay“
18. „Stronger (Back on the Ground)“
19. „Tonight“ (Jonas-Brothers-Song, neue Version)
20. „Who I Am“

1. „Last Time Around“
2. „Inseparable“ (Jonas-Brothers-Cover)
3. „Olive & an Arrow“
4. „State of Emergency“
5. „While the World Is Spinning“
6. „Fireflies“ (Owl-City-Cover)
7. „Use Somebody“ (Kings-of Leon-Cover)
8. „Catch Me“ (Demi-Lovato-Cover)
9. „You Belong with Me“ (Taylor-Swift-Cover)
10. „What Did I Do to Your Heart“ (Jonas-Brothers-Cover)
11. „Hello Beautiful“ (Jonas-Brothers-Cover)
12. „Fly with Me“ (Jonas-Brothers-Cover)
13. „I Do“ (Hochzeits-Song für Kevin Jonas & Danielle Deleasa)
14. Medley
  1. „Black Keys“ (Jonas-Brothers-Cover)
  2. „A Little Bit Longer“ (Jonas-Brothers-Cover)
15. „Conspiracy Theory“
16. „Signed, Sealed, Delivered (I’m Yours)“ (Stevie-Wonder-Cover)
17. „Stay“
18. „Rose Garden“
19. „Tonight“ (Jonas-Brothers-Song, neue Version)
20. „Who I Am“

In der unten stehenden Liste sind alle Coversongs aufgeführt. Nicht alle sind in den oberen Setlists vertreten, da manche Lieder nur bei einzelnen Shows gespielt wurden.

- „Inseparable“ (Jonas-Brothers-Cover; alle Shows)
- „Tonight“ (Jonas-Brothers-Song (neue Version); alle Shows)
- „Use Somebody“ (Kings-of Leon-Cover; alle Shows)
- „Fireflies“ (Owl-City-Cover; alle Shows)
- „Signed, Sealed, Delivered (I’m Yours)“ (Stevie-Wonder-Cover; 2. Dezember, 2. Januar, 4. Januar bis 7. Januar, 9. Januar bis 16. Januar, 19. Januar, 20. Januar, 24. Januar, 27. Januar bis 30. Januar)
- „Catch Me“ (Demi-Lovato-Cover; seit 8. Januar)
- „You Belong with Me“ (Taylor-Swift-Cover; seit 10. Januar)
- „Before the Storm“ (Solo-Version; 3. Januar bis 13. Januar)
- „The Way You Make Me Feel“ (Michael-Jackson-Cover; 2. Dezember, 3. Januar bis 16. Januar, 19. Januar bis 29. Januar)
- „I Just Want to Celebrate“ (Rare-Earth-Cover; 2. Januar, 9. Januar, 12. Januar, 16. Januar, 17. Januar)
- „Empire State of Mind“ (Jay-Z- und Alicia-Keys-Cover; 8. Januar)
- „Please Be Mine“ (Jonas-Brothers-Cover; 8. Januar; zusammen mit Kevin Jonas & Joe Jonas)
- „Can’t Have You“ (Jonas-Brothers-Cover; 10. Januar, 16. Januar)
- „Lovebug“ (Jonas-Brothers-Cover; 10. Januar, 16. Januar, 28. Januar, 29. Januar)
- „When You Look Me in the Eyes“ (Jonas-Brothers-Cover; 10. Januar, 12. Januar, 20. Januar, 21. Januar, 27. Januar, 28. Januar)
- „Fly with Me“ (Jonas-Brothers-Cover; 17. Januar, 23. Januar, 29. Januar, 30. Januar)
- „Hello Beautiful“ (Jonas-Brothers-Cover; 13. Januar, 17. Januar, 23. Januar, 26. Januar, 30. Januar)
- „The Climb“ (Miley-Cyrus-Cover; 13. Januar)
- „My Own Way“ (Honor-Society-Cover; 13. Januar, 27. Januar)
- „S.O.S.“ (Jonas-Brothers-Cover; 16. Januar, 29. Januar)
- „What Did I Do to Your Heart“ (Jonas-Brothers-Cover; 17. Januar bis 21. Januar, 26. Januar bis 30. Januar)
- „Get Back“ (Demi-Lovato-Cover; 29. Januar)
- „I Do“ (Hochzeits-Song für Kevin Jonas & Danielle Deleasa; 30. Januar)

## Konzertdaten

### Durchgeführte Konzerte
Das erste Konzert am 2. Dezember wird manchmal nicht als Teil der Tour angesehen.
| Datum            | Stadt            | Land               | Veranstaltungsort               |
| ---------------- | ---------------- | ------------------ | ------------------------------- |
| Nordamerika      |                  |                    |                                 |
| 2. Dezember 2009 | Los Angeles      | Vereinigte Staaten | 2010 Grammy Nomination Ceremony |
| 2. Januar 2010   | Dallas           | Vereinigte Staaten | House of Blues: Dallas          |
| 3. Januar 2010   | Dallas           | Vereinigte Staaten | House of Blues: Dallas          |
| 4. Januar 2010   | Nashville        | Vereinigte Staaten | Ryman Auditorium                |
| 6. Januar 2010   | Washington, D.C. | Vereinigte Staaten | Warner Theater                  |
| 7. Januar 2010   | New York City    | Vereinigte Staaten | Beacon Theatre                  |
| 8. Januar 2010   | New York City    | Vereinigte Staaten | Beacon Theatre                  |
| 9. Januar 2010   | Philadelphia     | Vereinigte Staaten | Tower Theater                   |
| 10. Januar 2010  | Philadelphia     | Vereinigte Staaten | Tower Theater                   |
| 12. Januar 2010  | Boston           | Vereinigte Staaten | Orpheum Theater                 |
| 13. Januar 2010  | Boston           | Vereinigte Staaten | Orpheum Theater                 |
| 16. Januar 2010  | Detroit          | Vereinigte Staaten | Fox Theater                     |
| 17. Januar 2010  | Rosemont         | Vereinigte Staaten | Rosemont Theater                |
| 19. Januar 2010  | St. Louis        | Vereinigte Staaten | The Pageant                     |
| 20. Januar 2010  | Milwaukee        | Vereinigte Staaten | Eagle’s Ballroom                |
| 21. Januar 2010  | Minneapolis      | Vereinigte Staaten | State Theater of Minneapolis    |
| 23. Januar 2010  | Denver           | Vereinigte Staaten | Paramount Theater               |
| 26. Januar 2010  | Los Angeles      | Vereinigte Staaten | Wiltern Theater                 |
| 27. Januar 2010  | Los Angeles      | Vereinigte Staaten | Wiltern Theater                 |
| 28. Januar 2010  | Los Angeles      | Vereinigte Staaten | Wiltern Theater                 |
| 29. Januar 2010  | Los Angeles      | Vereinigte Staaten | Wiltern Theater                 |
| 30. Januar 2010  | Berkeley         | Vereinigte Staaten | Zellerbach Hall                 |

### Abgesagte Konzerte
Das Konzert am 24. Januar 2010 in Denver musste abgesagt werden, da Sänger Nick Jonas krank war und sein Arzt eine Absage des Konzertes befürwortete.